# Hradište pod Vrátnom
Hradište pod Vrátnom és un poble i municipi d'Eslovàquia que es troba a la regió de Trnava, a l'oest del país.

## Història
La primera menció escrita de la vila es remunta al 1262.

## Demografia
| Godina             | 1994 | 2004   | 2014   | 2024   |
| ------------------ | ---- | ------ | ------ | ------ |
| Nombre de persones | 692  | 701    | 659    | 665    |
| Diferència         |      | +1,30% | −5,99% | +0,91% |

| Godina             | 2023 | 2024   |
| ------------------ | ---- | ------ |
| Nombre de persones | 661  | 665    |
| Diferència         |      | +0,60% |